# Jan Adornes, geboren de la Coste

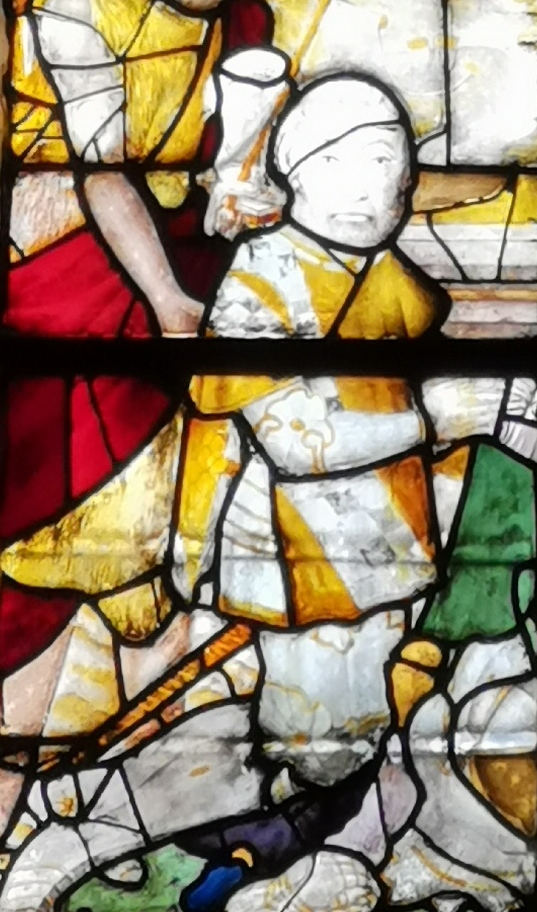
Portret van Jan Adornes (detail van een brandglasraam in de Jeruzalemkerk).

Jan Adornes (Brugge, 5 oktober 1494 – 11 juni 1537), geboren de la Coste, was burgemeester van Brugge en polderindijker.

## Levensloop
Binnen de familie Adornes was Arnoud Adornes (1451–1517) de laatst overgebleven zoon van Anselmus Adornes en Margaretha van der Banck. Hij was getrouwd met Agnes van Nieuwenhove en ze hadden twee kinderen: een zoontje, Aernoudtken (in 1478 geboren en overleden) en een dochter, Agnes (1477–1529).
Agnes trouwde met Cornelius van Haelewyn, van oude adel, burgemeester van Brugge. Hij stierf in 1491, net als hun enige zoontje Bernard. Het jaar daarop hertrouwde Agnes Adornes (overleden 15 januari 1527 of 1529) met Andries de la Coste (overleden 14 april 1542), een edelman van Genuese afkomst, zoals de familie Adornes. Ze kregen elf kinderen. Ondertussen was de familie Adornes aan het uitsterven, bij gebrek aan mannelijke opvolgers.
Nadat de oudste, Aernoud, in 1493 geboren en overleden was, was Jan de la Coste de oudste van de kinderen. In 1512 kreeg hij de toestemming van zijn grootvader Arnoud om zijn naam van de la Coste te wijzigen in Adornes. Hij kreeg het wapen en andere voorrechten en de eigendommen van de familie Adornes erbij.

## Gezin
Jan Adornes, zoon van Andries dela Coste-Adornes, trouwde met Catherine Metteneye (overleden 1545), dochter uit een voornaam Brugs patriciërsgeslacht, en ze kregen twaalf kinderen. Hij had al een bastaarddochter, Neesekin, die hij in het klooster Sarepta en daarna in het H. Geesthuis uitbesteedde, om haar in 1534 uit te huwelijken. Onder de wettige kinderen bevonden zich:
- Maaike (°1522), die in de Wijngaard school liep.
- Jeroom (1523–1558), liep school bij kanunnik Jacob van Halewijn van 1530 tot 1534 en vervolgens in de broederschool in Waarschoot. In 1535 vertrok hij naar Spanje in de hoop page van keizer Karel V te worden.
- Jacob (1523–1573 – tweelingbroer?) trouwde met Lievine van Zype en Françoise van Belle en was vader van onder meer Anselm Opitius Adornes.
- Karel (°1524).
- Jenne (°1525), liep met Maaike school in Gent, klooster Galilea.
- Gabriel (°1527).
- Callekin (1528), liep school bij de augustinessen in Oudenaarde, waar Adrienne, zus van Katelijne Metteneye, kloosterzuster was.
- Grytkin (°1529).
- Pierkin (°1533 – zelfde jaar overleden).
- Pierkin (°1533–1584), had als peter deken Marcus Laurinus. In 1555 werd hij doctor in beide rechten in Dôle, en in 1570 kanunnik van de Sint-Donaaskerk. Hij werd begraven in de Jeruzalemkerk.
- Jooskin (1533 – tweelingbroer).

In 1528 week het gezin uit naar Oudenaarde, om te ontsnappen aan de zwetende ziekte die Brugge teisterde.
Het gezin Adornes-Metteneye woonde in het grote patriciërshuis De Lecke op de Sint-Jansplaats. Palende aan dit huis bezat Adornes nog vier huizen op de Sint-Jansplaats en vier in de Sint-Walburgastraat. Het echtpaar werd begraven in de Jeruzalemkerk. Adornes' moeder Agnes werd in de Sint-Janskerk begraven, tegenover De Lecke.

## Polders
Jan Adornes had weinig of geen belangstelling meer voor de internationale handel en legde zich vooral toe op de ontwikkeling van zijn grondbezit.
Zoals andere welstellende Bruggelingen (De Baenst, Lauwerijns, Metteneye) interesseerde hij zich voor het vruchtbaar maken van poldergrond. Hij richtte hiervoor zijn belangstelling op gronden gelegen in West-Zeeuws-Vlaanderen, waar ook eigendommen lagen van de familie Metteneye.
Daar bracht hij de polderindijking tot stand. De volgende polders werden op initiatief van Jan Adornes ingedijkt: 
- de Sint Janspolder (1527),
- de Nieuwvlietpolder uitbreiding van de Sint-Janspolder (1528–1532),
- de Lampzinspolder (1530),
- de Adornispolder (1536)
- gevolgd na zijn dood door de Mettenijepolder (1543), onder leiding van zijn weduwe.

Adornes stichtte in 1527 in de Sint Janspolder een nieuwe nederzetting, niet ver van Sluis, Groede en Cadzand. Hij was heer van Nieuwenhove en noemde het nieuwe dorp Nieuwvliet. Dit dorp werd tijdens de Tachtigjarige Oorlog echter verwoest en staat sindsdien bekend als
- Oud-Nieuwvliet. Het huidige dorp Nieuwvliet werd op enige afstand van het oude dorp gesticht in de
- Groote Sint Annapolder, omstreeks 1602.

Het totaal van zijn bezit aan poldergronden lag boven de 1.000 ha. Het werd onderverdeeld in pachthoeven.

## Politiek
De activiteiten in Zeeuws-Vlaanderen verhinderden niet dat Jan Adornes zich ook in de Brugse gemeenschap deed gelden en de naam Adornes hooghield. Na de uitsluiting van Anselmus in 1477 duurde het veertig jaar vooraleer er weer een Adornes in het stadsbestuur werd opgenomen.
Jan werd vanaf 1521 vijf maal schepen (in 1520, 1522, 1526, 1529 en 1531) en driemaal hoofdman van het Sint-Janssestendeel (1528, 1531 en 1536). Hij werd ook voogd van het Hospitaal van de Potterie en ontvanger van het Leenhof van de Burg.
In 1527 werd hij burgemeester van de raadsleden en in 1533 burgemeester van de schepenen. Hij werd in 1534 en 1535 opnieuw benoemd in de hoogste gemeentelijk functie en bleef dus het ambt bekleden tot september 1536, een jaar voor zijn dood.
Hij mocht ook de eretitel dragen van raadsheer van keizer Karel V. Meer op opbrengst gericht was het algemeen ontvangerschap van de rechten voor de Burg van Brugge, dat hij in 1527 verwierf.

## Jeruzalemstichting
In 1517 volgde Jan Adornes zijn grootvader op als beheerder van de Jeruzalemstichting. Tot ver in de zeventiende eeuw bleven zijn nakomelingen en naamdragers de Jeruzalemstichting beheren, daarna opgevolgd, tot op heden, door nakomelingen de Draeck, de Thiennes en de Limburg Stirum.
Hij was ook lid van de Edele Confrérie van het Heilig Bloed (1522) en hoofdman van de Sint-Sebastiaansgilde (1535). In 1529 werd hij proost van het H. Geesthuis aan de Potterierei.